# Sphenorhina liturata
Sphenorhina liturata är en insektsart som först beskrevs av Le Peletier de Saint-fargeau och Jean Guillaume Audinet Serville 1825.  Sphenorhina liturata ingår i släktet Sphenorhina och familjen spottstritar. Inga underarter finns listade i Catalogue of Life.